# Sabor de Mel
Sabor de Mel é uma telenovela brasileira produzida e exibida pela Band entre 4 de abril de e 22 de julho de 1983, em 95 capítulos, substituindo Renúncia e encerrando a teledramaturgia da emissora naquele momento. Escrita por Jorge Andrade, com colaboração de Jaime Camargo e Lafayette Galvão, sob direção de Roberto Talma.
Conta com Sandra Bréa, Flávio Galvão, Raul Cortez, Gianfrancesco Guarnieri, Célia Helena, Eva Todor, Mila Moreira e Françoise Forton nos papéis principais.

## Produção

### Início de gravação e elencos
A produção da telenovela Sabor de Mel foi oficialmente anunciada em março de 1983 pela Band (antigamente TV Bandeirantes), como parte de uma estratégia da emissora para fortalecer sua presença no horário nobre. Inicialmente concebida com o título provisório Sabor de Veneno, a trama foi renomeada para Sabor de Mel e atribuída ao consagrado dramaturgo Jorge Andrade, com direção geral e produção a cargo de Roberto Talma.
O processo de pré-produção foi conduzido com agilidade, e a primeira reunião do elenco ocorreu em 14 de março de 1983, nas dependências da emissora em São Paulo. Na mesma data, foi realizada a apresentação oficial do elenco à imprensa. As gravações começaram poucos dias depois, em 17 de março, sob comando de Talma, com as primeiras cenas registradas em estúdio no sábado, 19 de março. Participaram das gravações iniciais os atores Sandra Bréa (recém-contratada pela Band), Raul Cortez, Roberto Orozco e Ileana Kwasinski. Em menos de uma semana, os trabalhos já se desenvolviam em ritmo acelerado.
O elenco escalado para Sabor de Mel era considerado robusto, reunindo nomes consagrados da dramaturgia brasileira. Sandra Bréa foi escolhida para viver a protagonista Laura, uma empresária enigmática e decidida. Para compor a personagem, a atriz adotou um visual marcante, cortando o cabelo no estilo Cleópatra e tingindo-o de preto, demonstrando empenho na construção estética da personagem. Raul Cortez, recém-contratado pela Band, interpretava Alberto, diretor executivo da metalúrgica presidida por Laura. Cortez chegou a se mudar com a família para São Paulo a fim de se dedicar integralmente às gravações.
Entre os demais nomes confirmados estavam Júlia Lemmertz, Zaira Bueno, e Eva Todor, que interpretava Marta. Eva, inclusive, aceitou o convite de Talma sem sequer ler a sinopse, confiando no texto de Jorge Andrade. Cláudia Alencar deu vida à personagem Tereza e vivia, na época, a expectativa da estreia simultânea em novela e teatro. O elenco contava ainda com Célia Helena, Paulo Autran, Françoise Forton (retornando à televisão), Elias Gleiser (dividindo-se entre o teatro e a televisão como o personagem Pacheco), Gianfrancesco Guarnieri e até o estilista Clodovil Hernandes, que também foi confirmado no núcleo de personagens.

### Estreia
A estreia da novela, que preencheria o espaço deixado pela novela da TV Globo, Sol de Verão (encerrada abruptamente após a morte do ator Jardel Filho), teve seu planejamento ajustado. Inicialmente programada para estrear no dia 28 de março de 1983, às 20h, a estreia de Sabor de Mel foi adiada em uma semana, com a nova data confirmada para o dia 4 de abril, foi ao ar às 19h50, depois da telenovela Campeão, marcando o retorno da Band à faixa das oito da noite com uma produção original.
A Band, ao lançar Sabor de Mel neste período, buscou aproveitar uma janela estratégica na concorrência, uma vez que a  Globo estava exibindo a reprise de O Casarão no horário, devido ao término antecipado de Sol de Verão. Esse movimento demonstrou a ousadia da Band em "entrar de sola" e competir no principal horário da teledramaturgia brasileira.

### Final de Gravação e Desfecho
Apesar de uma campanha de lançamento ousada e um início promissor, com picos de 18 pontos no Ibope e cerca de 4 milhões de telespectadores, o sucesso de Sabor de Mel foi passageiro. A TV Globo reagiu rapidamente à concorrência, antecipando a estreia de sua novela das oito, Louco Amor, o que resultou em uma queda brusca na audiência da Band. Os índices da novela despencaram para níveis críticos, e a crise também se agravou nos bastidores.
Em 5 de junho de 1983, uma matéria do Jornal do Brasil denunciou a forma desrespeitosa como a Band afastou o autor Jorge Andrade da trama. Sem aviso prévio, ele soube da substituição apenas ao comparecer à emissora para entregar novos capítulos. Andrade teria sido deixado esperando por quatro horas em uma antessala para receber uma explicação do diretor Roberto Talma, comportamento que gerou protestos na imprensa, descrito como “desonesto” e “sem a menor dignidade”. No dia 9 de junho do mesmo ano, Jorge Andrade confirmou seu afastamento da produção. Ele revelou que a decisão foi motivada pela pressão da emissora em “popularizar” a trama diante do baixo Ibope. Segundo Andrade, Talma sugeriu a necessidade de “mexicanizar a novela”, O autor recusou-se, afirmando: “Meu nível de texto é este e eu não o baixo”, Talma teria respondido: “Nem nós queremos que você baixe o seu nível”. O último capítulo com texto de Andrade foi o de número 54, exibido em 6 de junho de 1983. A partir de então, Lafayette Galvão assumiu a autoria da novela.
Mesmo com a mudança de autor e alterações no enredo, o cenário não foi revertido. Em 10 de julho de 1983, por conta da baixa audiência, a Band decidiu que Sabor de Mel, originalmente planejada para ter aproximadamente 120 capítulos, seria encurtada, as gravações dos últimos episódios ocorreram naquela mesma semana. Em 17 de julho, foi anunciado que Sabor de Mel seria reduzida em aproximadamente 100 capítulos, encerrando-se de forma antecipada no final do mês. A novela saiu do ar de modo melancólico, após o afastamento de seu autor original e com um enredo modificado — nas palavras de Talma, “mexicanizado” — não conseguiu reconquistar o público. Durante os seus quatro meses no ar, a audiência permaneceu entre 0,7 e 6,0 pontos, desempenho considerado um grande fracasso. O último capítulo foi exibido em 30 de julho do mesmo ano, totalizando 95 capítulos, sendo substituída pela reprise da primeira fase de Os Imigrantes, a partir de 1º de agosto do mesmo ano.

## Enredo
Entediada com o mundo dos negócios, a poderosa empresária Laura Lorek publica um enigma no jornal, no qual quem decifrasse ganharia R$ 20 milhões, despertando o interesse de pessoas com objetivos diferentes. É nesta aventura que ela se apaixona pelo charmoso Guilherme, um honesto metalúrgico disputado por Luba e Rebeca, e que desperta a fúria de Alberto, diretor das empresas de Laura que nunca teve uma chance com a viúva mesmo sendo obcecado por ela. Guilherme é filho de Pedro, que está na disputa do enigma e deseja o dinheiro para se aposentar e se livrar da esposa, a submissa e sofrida Isolina.
Entre os outros na disputa está Albertina, que deseja ir a Portugal reencontrar a filha caçula, sequestrada pelo ex-marido após a separação, tendo passado a vida ignorando a outra filha Beatriz. Marta deseja realizar o sonho de vida de sua mãe Jojô de conhecer o mundo. Humberto é um técnico em computação sem interesse no dinheiro, querendo apenas provar que a tecnologia pode resolver o enigma, sendo irmão da solteirona Valquíria, que vê no aposentado Pacheco a última chance de se casar. Já os universitários William, Paulo e Sérgio querem fazer mestrado no exterior. Ainda há Teresa, filha reprimida e recatada de Marta que, ao explodir de líbido, passa a caçar encontros sexuais nos pontos de ônibus.

## Elenco
| Ator/Atriz              | Personagem          |
| ----------------------- | ------------------- |
| Sandra Bréa             | Laura Lorek         |
| Flávio Galvão           | Guilherme Pereira   |
| Raul Cortez             | Dr. Alberto Brandão |
| Gianfrancesco Guarnieri | Pedro Pereira       |
| Célia Helena            | Isolina Pereira     |
| Mila Moreira            | Luba Assunção       |
| Françoise Forton        | Rebeca Brandão      |
| Eva Todor               | Marta Medeiros      |
| Carmem Silva            | Jojô Medeiros       |
| Claudia Alencar         | Tereza Medeiros     |
| Júlia Lemmertz          | Beatriz Ribeiro     |
| Karin Rodrigues         | Albertina Ribeiro   |
| Elias Gleizer           | Pacheco             |
| Mayara Magri            | Terezinha Pereira   |
| Carlo Briani            | Sérgio              |
| Giuseppe Oristanio      | Paulo               |
| Taumaturgo Ferreira     | William             |
| Cristina Prochaska      | Ângela Medeiros     |
| Zaira Bueno             | Flávia Medeiros     |
| Maria Helena Imbassahy  | Valquiria Guerra    |
| Luiz Serra              | Humberto Guerra     |
| Ileana Kwasinski        | Fedora              |
| Roberto Orozco          | Oliveira            |
| Ivan Lima               | Afonso              |
| Sônia Samaia            | Sônia               |
| Neide Giacon            | Irene               |
| Kiko Guerra             | Devair              |

### Participações especiais
| Ator/Atriz         | Personagem   |
| ------------------ | ------------ |
| Odilon Wagner      | Samuel Lorek |
| Clodovil Hernandes | Ele mesmo    |

## Exibição
A telenovela estreou em 4 de abril de 1983, após um hiato de 1 ano sem uma novela das oito desde o repentina retirada de Renúncia da programação da emissora. Em seus primeiros capítulos demonstrou uma audiência bastante favorável para a Rede Bandeirantes, que alcançava os 18 pontos contra o Jornal Nacional e a reprise compacta de O Casarão na Rede Globo.
A novela foi reprisada entre 17 de julho e 31 de outubro de 1989, às 16h30 com 77 capítulos substituindo Cavalo Amarelo e sendo substituída pela série Casa de Irene.

## Trilha sonora
Sabor de Mel (Trilha Sonora Original Nacional) é a trilha sonora da telenovela brasileira homônima exibida pela Band, lançado em maio de 1983 pela gravadora Ariola, sob o selo Disco Ban (o selo fonográfico pertencente á própria emissora) em LP e K7, conta com direção artística de Mazzola e produção musical de Elvio Bombardi, contendo às canções interpretadas pelos artistas da MPB, com Chico Buarque, João Bosco, Milton Nascimento, Elba Ramalho, Alceu Valença, Geraldo Azevedo, Kleiton & Kledir, Gal Costa, Ney Matogrosso, Marina, Tadeu Mathias e MPB4, que tocaram durante as cenas da novela e evocam temas de mistério e intrigas, identidade, pertencimento e dualidade, complexidade e delicadeza das relações, liberdade e aspiração, paixão intensa, instintiva, melancolia, esperança, dilemas e incertezas amorosas, renascimento e superação da dor, intensidade e sacrifício do amor, expressão e autonomia emocional, e o conclusão e renovação da trama.
Lista de faixas
| Lado A |                                      |                                                |                   |         |  |
| N.º    | Título                               | Compositor(es)                                 | Artista(s)        | Duração |  |
| 1.     | "Tantas Palavras" (tema de abertura) | Dominguinhos Chico Buarque                     | Chico Buarque     | 5:21    |  |
| 2.     | "Nação"                              | João Bosco Aldir Blanc Paulo Emílio            | João Bosco        | 4:34    |  |
| 3.     | "Teia de Renda"                      | Túlio Mourão Milton Nascimento                 | Milton Nascimento | 2:40    |  |
| 4.     | "Sete Cantigas Para Voar"            | Vital Farias                                   | Elba Ramalho      | 3:07    |  |
| 5.     | "Como Dois Animais"                  | Alceu Valença                                  | Alceu Valença     | 4:04    |  |
| 6.     | "Rasgo de Lua" (tema de Pedro)       | Geraldo Amaral Geraldo Azevedo Carlos Fernando | Geraldo Azevedo   | 3:11    |  |

| Lado B |                              |                              |                  |         |  |
| N.º    | Título                       | Compositor(es)               | Artista(s)       | Duração |  |
| 7.     | "Nem Pensar"                 | Kleiton & Kledir             | Kleiton & Kledir | 3:55    |  |
| 8.     | "Luz do Sol" (tema da Laura) | Caetano Veloso               | Gal Costa        | 4:05    |  |
| 9.     | "Tanto Amar"                 | Chico Buarque                | Ney Matogrosso   | 3:34    |  |
| 10.    | "Emoções" (tema de Tereza)   | Roberto Carlos Erasmo Carlos | Marina           | 4:08    |  |
| 11.    | "Branco de Alma Negra"       | Marcos Rocha                 | Tadeu Mathias    | 2:35    |  |
| 12.    | "Viração"                    | Kledir Ramil Fogaça          | MPB4             | 4:28    |  |